# 禅昌寺 (山口市)
禅昌寺（ぜんしょうじ）は、山口県山口市下小鯖にある曹洞宗の寺院。山号は法幢山。本尊は釈迦牟尼如来。

## 由緒
1396年（応永3年）慶屋定紹の開山、大内義弘の開基により創建されたという。大内氏の帰依と得たが、大内氏の滅亡後は、毛利氏の帰依を受けた。

## 所在地
- 山口県山口市下小鯖1170